# 餓流禍
『餓流禍』（がるか）は、1988年にコナミ（2006年3月31日の持株会社化に伴い、版権はコナミデジタルエンタテインメントに移行）が発売されたアーケードゲーム。
北米ではDevastatorsの名前で1988年6月28日に発売された。
2010年にはXbox 360用レトロゲーム配信サービスのGame Roomに配信されている。

## 概要
1989年の世界を舞台に、前方から狙ってくる敵を、餓流禍という戦闘のプロフェッショナルを操作して物陰から撃つシューティングゲーム。

## システム
レバー、2ボタンで操作を行い、ステージの最後にいるボスを破壊するとクリア。道中には制限時間が設けられており、時間内にボスまで到達しないと残機が残ってもゲームオーバーになるため、早く進行させる必要がある。